# Once Upon a Time in Venice
Once Upon a Time in Venice ist eine US-amerikanische Action-Filmkomödie des Regisseurs Mark Cullen aus dem Jahr 2017.

## Handlung
Der ehemalige Polizist Steve Ford besitzt eine Detektei in Venice. Als Gegenleistung für einen Freundschaftsdienst stiehlt er ein Auto des lokalen Drogenbosses Spyder und verursacht dabei schwere Schäden an Spyders Haus.
Später entwenden Einbrecher bei Steves Schwester neben Wertsachen auch seinen Hund und tauschen alles bei Spyder gegen Drogen ein. Um seinen Hund zurückzubekommen, muss Steve für den Sachschaden aufkommen, den er bei Spyder verursacht hatte. Als er mit dem Geld auftaucht, hat sich Spyders Freundin Lupe mit dem Hund und einem Koffer voller Kokain aus dem Staub gemacht. Steve schließt ein neues Abkommen mit Spyder und soll nun den Koffer ausfindig machen.
In einem Motel spürt Steve Lupe auf. Sie hat Spyder mit seiner „rechten Hand“ Oscar betrogen und bereits eine Packung des Kokains an den Gangster Prince verkauft. Gemeinsam mit einem Freund überfällt Steve Prince und beschafft die fehlende Packung wieder. Bei der Übergabe an Spyder kommt es zu einer Schießerei. Als Spyder von Oscars Verrat erfährt, erschießt er ihn und gibt Steve wie vereinbart seinen Hund zurück.

## Produktion
Die Dreharbeiten begannen am 29. Juni 2015 in Venice unter dem Arbeitstitel Going Under.
Ursprünglich sollte Ralph Garman ebenfalls eine Rolle spielen. Allerdings weigerte sich Willis, die Szene zu drehen.
Ab dem 9. Juni 2017 wurde der Film in ausgewählten Kinos und als Video-on-Demand veröffentlicht. In Deutschland erschien er am 4. Dezember 2017 auf DVD und Blu-ray.

### Synchronisation
Die deutsche Synchronisation übernahm Digital Media Technologie (DMT) unter der Regie von Detlef Klein nach dem Dialogbuch von Klaus Schönicke.
| Rolle      | Darsteller         | Synchronsprecher     |
| ---------- | ------------------ | -------------------- |
| Steve Ford | Bruce Willis       | Manfred Lehmann      |
| Dave       | John Goodman       | Helmut Krauss        |
| Spyder     | Jason Momoa        | Daniel Welbat        |
| Taylor     | Emily Robinson     | Betty Förster        |
| Nola       | Jessica Gomes      | Katharina von Keller |
| Manu       | Kaleti Williams    | Tim Grobe            |
| Tui        | Myles Humphus      | Marek Erhardt        |
| Katey      | Famke Janssen      | Anke Reitzenstein    |
| John       | Thomas Middleditch | Rainer Fritzsche     |
| Oscar      | Maurice Compte     | Oliver Böttcher      |
| Lupe       | Stephanie Sigman   | Stephanie Damare     |

## Rezeption
Das Lexikon des internationalen Films urteilt, die Komödie sei „zäh“ und verlasse sich „auf die eingerostete Selbstironie von Bruce Willis“. Die Regie sei „uninspiriert“ und bleibe in „halbgaren Tarantino-Imitationen stecken“.